# Дамон из Афин
Дамон из Афин (др.-греч. Δάμων ὁ Αθήνα; середина V века до н. э.) — древнегреческий софист и музыкальный теоретик, советник Перикла.

## Биография
Считался учителем Сократа. Был советником Перикла.
Об изгнании Дамона из Афин путём остракизма свидетельствуют Аристотель, называя его Дамонидом, Плутарх, причём неоднократно, и другие античные источники. Достаточно красноречивым выглядит фраза из сочинения Плутарха «Аристид»: «ведь и Дамон, учитель Перикла, отправился в изгнание за то, что казался согражданам чересчур разумным». Из этих сообщений бесспорно следует, что причиной остракизма Дамона стала его близость к Периклу. Враги знаменитого стратега, не имея возможности нанести какой-либо вред знаменитому стратегу, отыгрывались на близких ему людях. Историк А. Раубичек на основании изучения источников датировал это событие 430-ми годами до н. э., хотя существуют и другие оценки времени остракизма Дамона, как более ранние, так и более поздние.
По отбытии положенного остракизмом срока изгнания Дамон вернулся в Афины. Не все историки признают историчность остракизма Дамона.

## Учение
Как последовательный софист признавал, что добродетели можно научить. Однако он известен тем, что в отличие от других софистов главным средством достижения этой цели считал музыку. Под влиянием идей пифагорейцев сформулировал теорию музыкального этоса.
Музыка, согласно Дамону, оказывает воздействие на нравственный характер (этос) человека, поскольку движение звуков подобно движению чувств в душе. Действие различных мелодий и ритмов неодинаково: «свободные и прекрасные песни и танцы порождают подобный вид души, и наоборот». Отсюда Дамон выводил социально-политическую функцию музыки:

Не бывает потрясений в стилях музыки без потрясения важнейших политических законов.— 
Дамон оказал влияние на Платона, однако у Платона в отличие от него нет указаний на связь музыки со справедливостью. В «Государстве» Платон запрещает гиполидийский лад, изобретение которого приписывается Дамону.